# Csernely
Csernely ist eine Gemeinde im Kreis Ózd im Komitat Borsod-Abaúj-Zemplén.

## Geografische Lage
Csernely liegt im Norden Ungarns, 25 Kilometer westlich vom Komitatssitz Miskolc entfernt.
Nachbargemeinden sind Bükkmogyorósd 3 km und Lénárddaróc 3 km.
Die nächste Stadt Ózd ist 12 km von Csernely entfernt.

## Persönlichkeiten
Der Roma-Schriftsteller Tamás Jónás wurde in Csernely geboren und ist auch hier aufgewachsen.